# La disavventura
La disavventura è un romanzo di Carlo Cassola scritto nell'inverno del 1975-76 e pubblicato dalla casa editrice Rizzoli nell'aprile del 1977. 

## Trama
La vicenda, ambientata a Volterra, narra la storia di Cori Baglioni appartenente a una famiglia aristocratica volterriana ormai decaduta. In un primo momento, la sua ambizione era trovare un matrimonio altolocato con cui rientrare nei ranghi che ritenga le competano. Non sapendo come trovare il denaro per vivere, lei diviene sarta a domicilio mentre la madre di Cori affitta una camera dell'appartamento ad uno sminatore, un sergente meridionale di nome Giuliano Bertolino che Cori all'inizio disprezza finché, poco per volta, ne rimane attratta fino ad essere «divorata dalla passione». Egli, da par suo è deluso dall'esito della guerra e vuole prendere il diploma da geometra per migliorare la propria condizione; ragione per cui studia nel tempo libero. I due si sposano e hanno una bambina ma il matrimonio fallisce. Giuliano va a lavorare in Germania e Cori si mette con il fratello dell'amica Wilma.

## La critica
- «Il filo conduttore che la protagonista Cori, sognatrice e realistica, calcolatrice e passionale, dipana ne la disavventura non scorre linearmente programmato e si attorciglia piuttosto e fa nodo intorno alle digressioni di pensiero, agli sbalzi sentimentali del personaggio, alle soste costrittive e ai ritorni quanto meno illogici del suo comportamento....Trama esistenziale della difficoltà di intendersi da parte di due creature che pure si cercano e hanno bisogno l'una dell'altra, La disavventura diventa segno atteso e temuto della grigia, immobile fissità della vita in cui naufraga la stagione della giovinezza.[2]»
- «Ben poco vi sarebbe da aggiungere, a proposito di questo romanzo, a quanto si è già ripetutamente detto circa i comportamenti e la psicologia dei personaggi, gli ambienti in cui vivono, le vicende di cui sono protagonisti: si tratta ancora di una variante - che potrebbe andare all'infinito come infiniti sono i soggetti viventi in questo mondo - di quel modello che Cassola ha una volta per sempre ritenuto l'unico possibile e l'unico degno di essere ritratto in letteratura; e lo stesso si dica per quanto riguarda la lingua e lo stile.....nella Disavventura  si caratterizza ulteriormente un certo modo di narrare di Cassola che si è venuto via via sempre più accentuando: un lungo, meticoloso, articolatissimo (all'interno delle dimensioni minime del vivere) quadro cui subentra una storia quasi precipitosa, come se l'autore ancora una volta ci volesse dire che falsamente noi riteniamo importanti i fatti che generalmente passano per tali, mentre non vi è gerarchia negli atti della vita, tutti egualmente essenziali.[3]»

## Edizioni
- Carlo Cassola, La disavventura, Rizzoli, 1977.